# Магрино
Магрино — пресноводное озеро на территории Куземского сельского поселения Кемского района Республики Карелии.

## Общие сведения
Площадь озера — 2,6 км², площадь водосборного бассейна — 270 км². Располагается на высоте 13,6 метров над уровнем моря.
Форма озера лопастная, продолговатая: оно почти на три километра вытянуто с северо-запада на юго-восток. Берега изрезанные, каменисто-песчаные, преимущественно заболоченные.
Через озеро течёт река Ундукса, впадающая в Белое море.
В озере расположено не менее семи небольших безымянных островов.
Населённые пункты и автодороги вблизи водоёма отсутствуют.
Код объекта в государственном водном реестре — 02020000711102000003412.